# The Eminent Jay Jay Johnson
The Eminent Jay Jay Johnson ist ein Jazz-Album von J. J. Johnson, das unter diesem Titel erstmals 1954  bei Blue Note Records als 10-Zoll-LP veröffentlicht wurde (BLP 5057). 1955 kam The Eminent Jay Jay Johnson, Vol. 3 (BLP 5070) ebenfalls als 10-Zoll-LP heraus.

1955 fügte Blue Note Records das Material der drei, zwischen 1953 und 1955 entstandenen 10-Zoll-LPs zu zwei neuen 12-Zoll-LPs unter dem Titel The Eminent Jay Jay Johnson, Volume 1 und Volume 2 (BLP 1505 und 1506) zusammen.

## Die Alben

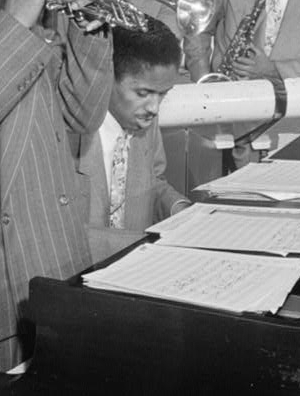
John Lewis, Fotografie von William P. Gottlieb, ca. 1947

J. J. Johnson hatte schon vor seiner Mitwirkung an Howard McGhees erster 10-Zoll-Platte (BLP 5012) Anteil am Blue Note-Katalog, auf der Compilation Mellow The Mood: Jazz In A Mellow Mood (BLP 5001). Außerdem war er Sideman bei Miles Davis’ ersten beiden 10-Zoll-Platten Young Man With A Horn (BLP 5013) und Miles Davis, Vol. 2 (BLP 5022). Später nahm er an den Aufnahmen zu Kenny Dorhams 10-Zoll-Platte Afro-Cuban (BLP 5065) teil.
Nun erschien er erstmals als Bandleader auf der 1953 veröffentlichten 10-Zoll-Platte Jay Jay Johnson with Clifford Brown (BLP 5028). Der Posaunist J. J. Johnson versammelte hier Musiker des Modern Jazz: den jungen Trompeter Clifford Brown, der am Beginn einer hoffnungsvollen Karriere stand, den Saxophonisten Jimmy Heath sowie dessen Bruder, den Bassisten Percy Heath, den Pianisten John Lewis und den Schlagzeuger Kenny Clarke. Die letzten drei sollten im gleichen Jahr – zusammen mit Milt Jackson das Modern Jazz Quartet bilden.

1954 folgte The Eminent Jay Jay Johnson (Vol. 2) (BLP 5057) und 1955 The Eminent Jay Jay Johnson, Vol. 3 (BLP 5070).

## Editionsgeschichte
10-Zoll-LPs
| Jay Jay Johnson with Clifford Brown ... BLP 5028                                                                                             | The Eminent Jay Jay Johnson BLP 5057                                                                               | The Eminent Jay Jay Johnson, Vol. 3 BLP 5070                                                              |
| --- | --- | --- |
| Capri | Too Marvelous for Words                                                                                            | Pennies from Heaven                                                                                       |
| Lover Man | Jay | Viscosity                                                                                                 |
| Turnpike | Old Devil Moon | You’re Mine, You                                                                                          |
| Sketch 1 | It’s You or No One                                                                                                 | Daylie Double                                                                                             |
| It Could Happen To You | Time After Time | Groovin’                                                                                                  |
| Get Happy | Coffee Pot | Portrait of Jennie                                                                                        |
| | | |
| Besetzung: Clifford Brown (tp 1–4,6), Jay Jay Johnson (trb), Jimmy Heath (ts, bar 1–4,6), John Lewis (p), Percy Heath (b), Kenny Clarke (dr) | Besetzung: J. J. Johnson (trb), Wynton Kelly (p), Charles Mingus (b), Kenny Clarke (dr), Sabu Martinez (cga 1–3,6) | Besetzung: J. J. Johnson (trb), Hank Mobley (ts), Horace Silver (p), Paul Chambers (b), Kenny Clarke (dr) |
| Aufgenommen in den WOR Studios, New York, am 22. Juni 1953. Im selben Jahr veröffentlicht.                                                   | Aufgenommen im Rudy Van Gelder Studio, Hackensack, am 24. Sept. 1954. Im selben Jahr veröffentlicht.               | Aufgenommen im Rudy Van Gelder Studio, Hackensack, 6. Juni 1955. Im selben Jahr veröffentlicht.           |

12-Zoll-LPs, 1955 veröffentlicht
|   | The Eminent Jay Jay Johnson, Vol. 1 BLP 1505 | The Eminent Jay Jay Johnson, Vol. 2 BLP 1506               |
| - | -------------------------------------------- | ---------------------------------------------------------- |
| A | Capri                                        | Capri „Alternate Take“ von der Session am 22. Juni 1953    |
| A | Lover Man                                    | Turnpike „Alternate Take“ von der Session am 22. Juni 1953 |
| A | Turnpike                                     | It Could Happen To You                                     |
| A | Sketch One                                   | Time after Time                                            |
| A | Get Happy                                    | Pennies from Heaven                                        |
| B | Too Marvelous for Words                      | Viscosity                                                  |
| B | Jay                                          | You’re Mine, You                                           |
| B | Old Devil Moon                               | Daylie Double                                              |
| B | It’s You or no One                           | Groovin’                                                   |
| B | Coffee Pot                                   | Portrait of Jennie                                         |

1989 brachte Blue Note zwei CDs heraus
mit der gleichen Bezeichnung wie die 12-Zoll-LPs von 1955, jedoch in einer veränderten Zusammenstellung
| The Eminent Jay Jay Johnson, Vol. 1 CDP 7 81505-2        | The Eminent Jay Jay Johnson, Vol. 1 CDP 7 81505-2 | The Eminent Jay Jay Johnson, Vol. 1 CDP 7 81505-2 |
| Titel                                                    | Länge                                             | Autor                                             |
| -------------------------------------------------------- | ------------------------------------------------- | ------------------------------------------------- |
| Capri „Alternate Take“, schon auf der BLP 1506           | 3:47                                              | G. Gryce                                          |
| Capri                                                    | 3:38                                              | G. Gryce                                          |
| Lover Man                                                | 3:51                                              | R. Ramirez                                        |
| Turnpike                                                 | 4:14                                              | J. J. Johnson                                     |
| Turnpike „Alternate Take“, schon auf der BLP 1506        | 4:10                                              | J. J. Johnson                                     |
| Sketch 1                                                 | 4:23                                              | J. Lewis                                          |
| It Could Happen To You                                   | 4:44                                              | J. Van Heusen J. Burke                            |
| Get Happy                                                | 4:49                                              | H. Arlen T. Koehler                               |
| Get Happy „Alternate Take“ der Session vom 22. Juni 1953 | 4:11                                              | H. Arlen T. Koehler                               |

| The Eminent Jay Jay Johnson, Vol. 2 CDP 7 81506-2                 | The Eminent Jay Jay Johnson, Vol. 2 CDP 7 81506-2 | The Eminent Jay Jay Johnson, Vol. 2 CDP 7 81506-2 |
| Titel                                                             | Länge                                             | Autor                                             |
| ----------------------------------------------------------------- | ------------------------------------------------- | ------------------------------------------------- |
| Old Devil Moon                                                    | 3:49                                              | B. Lane E. Y. Harburg                             |
| Jay                                                               | 3:38                                              | J. J. Johnson                                     |
| Time after Time                                                   | 4:04                                              | J. Styne S. Cahn                                  |
| Too Marvelous for Words                                           | 3:34                                              | J. Mercer R. Whiting                              |
| It’s You or no One                                                | 4:04                                              | J. Styne S. Cahn                                  |
| Coffee Pot                                                        | 4:07                                              | J. J. Johnson                                     |
| Pennies from Heaven „Alternate Take“ der Session vom 6. Juni 1955 | 4:23                                              | A. Johnston J. Burke                              |
| Pennies from Heaven                                               | 4:14                                              | A. Johnston J. Burke                              |
| Viscosity                                                         | 4:19                                              | J. J. Johnson                                     |
| Viscosity „Alternate Take“ der Session vom 6. Juni 1955           | 4:18                                              | J. J. Johnson                                     |
| You’re Mine, You                                                  | 3:05                                              | J. Green E. Heyman                                |
| Daylie Double                                                     | 4:25                                              | J. J. Johnson                                     |
| Groovin’                                                          | 4:38                                              | J. J. Johnson                                     |
| Portrait of Jennie                                                | 2:54                                              | J. R. Robinson G. Burdge                          |
| Daylie Double „Alternate Take“ der Session vom 6. Juni 1955       | 4:36                                              | J. J. Johnson                                     |

Weitere CD-Veröffentlichungen
Die 1989er Blue Note-Zusammenstellung wurde auch von anderen Plattenlabels herausgebracht, aber auch die 1955er 12-Zoll-LP-Ausgabe. 2001 brachte BMG das CD-Album The Complete Eminent Jay Jay Johnson heraus.

## Würdigung
Dieses Album zählen Richard Cook und Brian Morton zu den „zentralen Dokumenten des Nachkriegs-Jazz“ und zu den wichtigsten Alben in der Entstehungsphase des Hardbop.
 
In ihrem Penguin Guide to Jazz on CD zeichnen sie das Album mit der Höchstnote von vier Sternen mit dem Zusatz der „Krone“ für ein außerordentliches Album aus.